# George Best (album)
George Best è l'album in studio di debutto dei The Wedding Present. È stato pubblicato nell'ottobre 1987 dalla loro casa discografica, la Reception Records.
Dopo aver autoprodotto cinque singoli per l'etichetta Reception Records, la band si dedicò alla registrazione del loro primo album, continuando la collaborazione con il produttore Chris Allison, che aveva prodotto il loro singolo precedente, My Favorite Dress. Il modo di scrivere canzoni di David Gedge racconta le relazioni che finiscono o non decollano mai. Una digressione è la bonus track del CD All About Eve, che parla dell'apartheid, un argomento con cui Gedge è entrato in contatto durante la sua infanzia in Sudafrica.
La band ha chiesto e ottenuto il permesso di intitolare l'album alla leggenda del calcio nordirlandese George Best. Best ha accettato di apparire nelle riprese promozionali con la band.
La versione originale del compact disc della Reception Records aggiungeva due tracce bonus dal lato B del singolo Anyone Can Make a Mistake. Tutte le successive riedizioni su CD di George Best, a partire dalla ristampa del 1997 da parte dell'etichetta canadese Pearls from the Past, aggiunsero tutte le tracce dei singoli del 1988 Nobody's Twisting Your Arm e Why Are You Being So Reasonable Now?, inclusa una cover di Getting Better dei Beatles. Al momento dell'uscita di quest'ultimo singolo, il batterista Shaun Charman era stato licenziato e sostituito da Simon Smith.
Nel 2007, la band ha suonato in un tour per il 20° anniversario di George Best, eseguendo l'album nella sua interezza. In seguito, durante le sessioni di registrazione per il loro album del 2008 El Rey, la band ha effettuato una registrazione dal vivo in studio di George Best con Steve Albini. La registrazione, mixata da Andrew Scheps, è stata pubblicata nel settembre 2017 come George Best 30. Il tour per il 30º anniversario di George Best nel 2017 è stato accompagnato dall'uscita di un documentario sull'album, intitolato The Wedding Present: Something Left Behind.
NME lo ha classificato al numero 489 nella sua lista del 2014 dei 500 migliori album di tutti i tempi.

## Tracce
1. Everyone Thinks He Looks Daft – 4:10
2. What Did Your Last Servant Die Of? – 2:43
3. Don't Be So Hard – 2:43
4. A Million Miles – 3:33
5. All This and More – 2:23
6. Getting Nowhere Fast (Alan, Evans, Oldroyd, Swift) – 1:44
7. My Favourite Dress (album version) – 4:14
8. Shatner – 2:07
9. Something and Nothing – 3:50
10. It's What You Want That Matters – 3:26
11. Give My Love to Kevin – 2:46
12. Anyone Can Make a Mistake – 3:18
13. You Can't Moan Can You? – 3:20
14. All About Eve – 2:13